# Vipera dinniki
Vipera dinniki este o specie de șerpi din genul Vipera, familia Viperidae, descrisă de Nikolsky 1913. A fost clasificată de IUCN ca specie vulnerabilă. Conform Catalogue of Life specia Vipera dinniki nu are subspecii cunoscute.

## Galerie

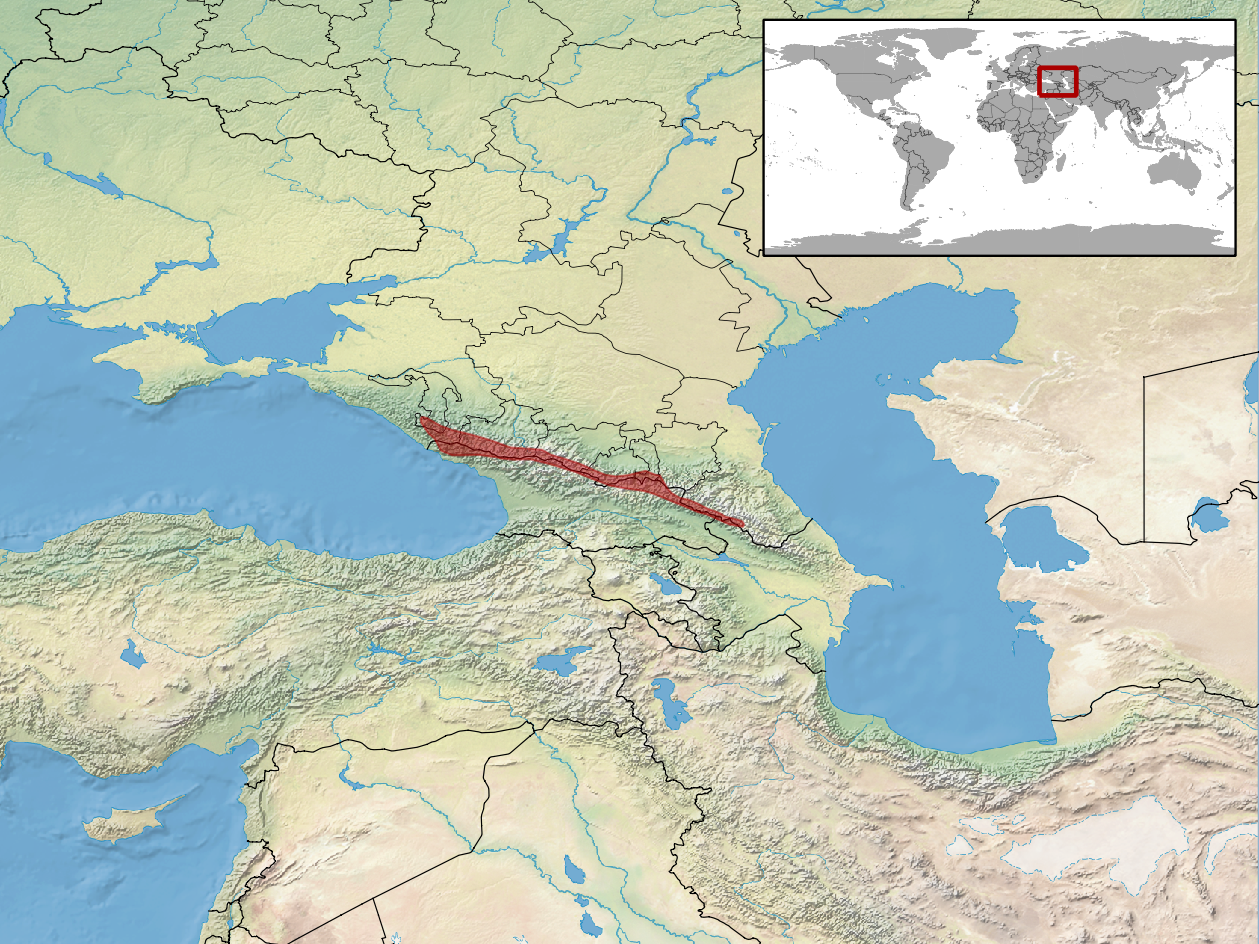